# کنستانتان

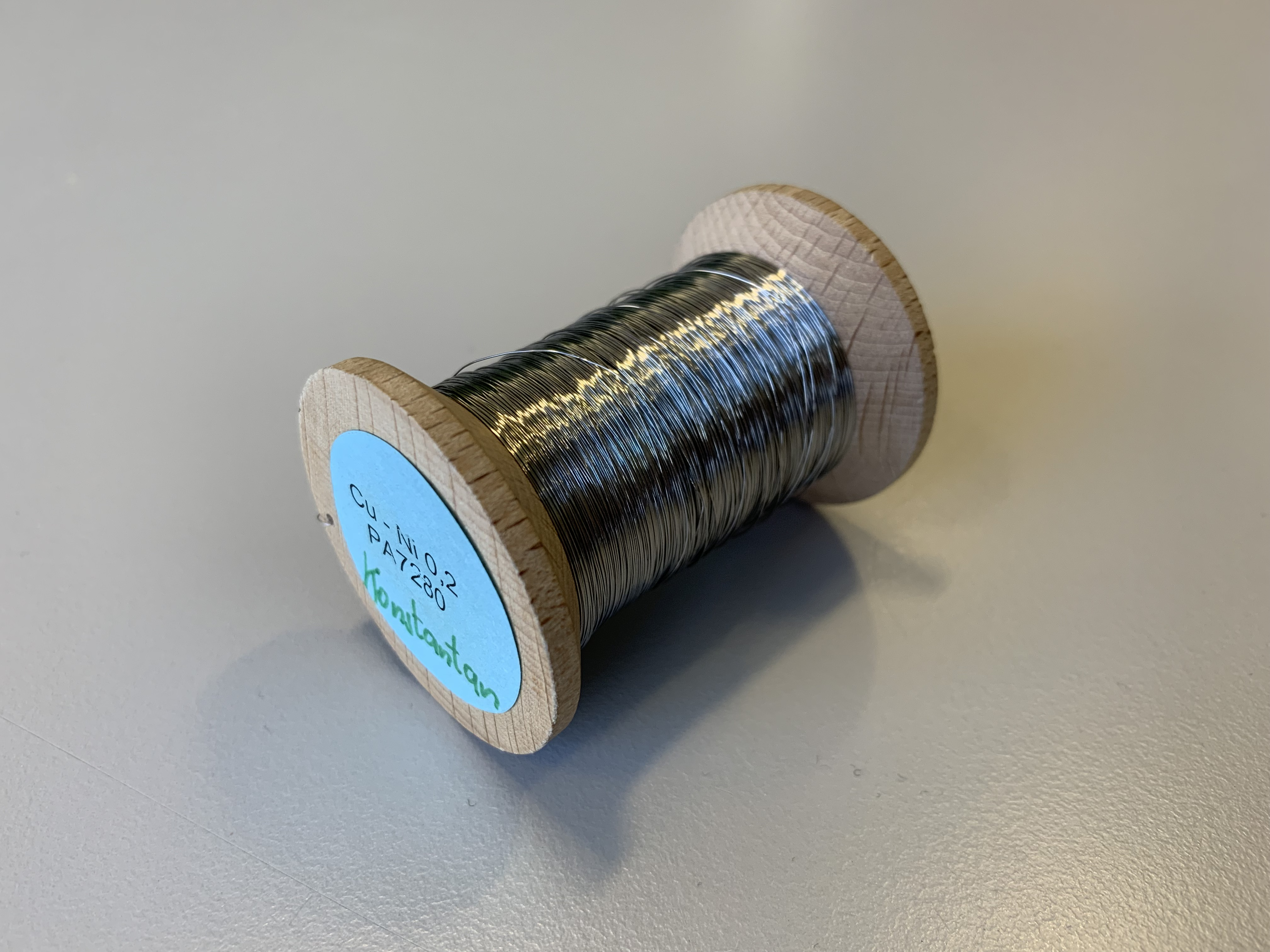
یک کابل سیم کنستانتان

کنستانتان نامی انحصاری برای یک آلیاژ نیکل-مس است که به نام‌های دیگری نیز مثل یوریکا (Eureka) شناخته شده است. این آلیاژ شامل ۵۵ درصد مس و ۴۵ درصد نیکل است. ویژگی بارز این آلیاژ، ثابت بودن مقاومت ویژه‌اش در یک بازه دمایی گسترده است به‌طوریکه تغییراتش نامحسوس است. دیگر آلیاژ مشابه با این آلیاژ، منگانین است. شباهت‌هایی مانند هم‌مرتبه بودن چگالی و مقاومت ویژه، بین این دو آلیاژ وجود دارد. دیگر وجه اشتراکشان این است که هردویشان ساخت مدارهایی بادقت بالا را فراهم می‌کنند به طوریکه با تغییرات قابل توجه دما، تغییرات کمی در مقاومت این سیم‌ها ایجاد می‌شود. برای تفاوت می‌توان اشاره کرد که استحکام کنستانتان بالاتر است درحالیکه نقطه ذوب منگانین بیشتر است. هم‌چنین برای کاربرد در گستره دمایی پایین منگانین پیشنهاد می‌شود زیرا کنستانتان به‌علت درصد نیکل بیشتر هزینه بیشتری دارد.

## تاریخچه
در ۱۸۸۷، ادوارد وستون فلزاتی را کشف کرد که می‌توانند ضریب تغییرات مقاومت ویژه منفی داشته باشند به طوریکه در ادامه در آلمان تولید شدند.

## آلیاژ کنستانتان
از بین تمامی آلیاژهایی که در حسگر سنجش فشار استفاده می‌شوند، کنستانتان قدیمی‌ترین، و هنوز، رایج‌ترین آلیاژ مورد استفاده است چرا که روی‌هم‌رفته بهترین خواص لازم را دارد. به عنوان مثال، این آلیاژ، حساسیت بالایی به کرنش دارد. مقاومت ویژه آن برای دستیابی به مقاومتی مناسب در ابعاد کوچک به حد کافی هست (Ω·m4.9*10^-7) و ضریب دمایی مقاومت ویژه آن نیز ناچیز است. ویژگی دیگر داشتن عمر خستگی مناسب و چکش خواری کافی برای داشتن توانایی تحمل کرنش بالا هست. از این آلیاژ در تهیه ترموکوپلها نیز استفاده می‌شود.

## آلیاژ P
برای اندازه‌گیری کرنش‌های بزرگ در مرتبه ۵ درصد و بالاتر، آنیل شده این گونه آلیاژی انتخاب می‌شود؛ یعنی با عملیات حرارتی مربوطه، آلیاژ بسیار نرم و چکش‌خوار است و تا مرتبه بیست درصد توان کارسختی دارد. البته باید به‌خاطر سپرد، تحت سیکل‌های متناوب بارگذاری، مقاومت ویژه تحت تأثیر قابل توجهی قرار می‌گیرد؛ بنابراین، برای چرخه‌های کارسختی، این آلیاژ پیشنهاد نمی‌شود.